# Geraint
Érec
Ne doit pas être confondu avec Geraint de Domnonée.
Geraint ou Érec est, dans le cycle arthurien, l'un des chevaliers de la Table Ronde, et par conséquent un compagnon d'armes du roi Arthur. Il est l'époux d'Énide et le personnage principal du roman Érec et Énide, de Chrétien de Troyes. Geraint est aussi le personnage principal d'un conte gallois, Gereint ac Enid.

## Étymologie et terminologie
Le nom gallois Geraint ou Gereint est aussi connu sous sa forme latine  Gerontius. Le Geraint gallois ne traduit pas Wereg (comme supposé parfois) mais est le nom du général romain Gerontius, dux du Tractus Armoricanus (Littoral armoricain, l'un des responsables de l'installation des Brittones en Bretagne) vers la fin du IVe siècle après J.-C. (Léon Fleuriot, Les Origines de la Bretagne). Le nom d'Enid est celui de la ville de Vannes < *Wenitia (R. Bromwich, Trioedd Ynys Prydein) qui s'est étendu à la région de Vannes, pays vannetais ou Broërec, breton Browereg. Les différents récits reposent sur un mythe fondateur. L'assimilation Gerontius - Werec est telle qu'on doit poser que Werec (< *wirakos) était un surnom de Gerontius. L'histoire de ce couple fondateur a inspiré Chrétien de Troyes, qui a puisé dans le répertoire de la "Matière de Bretagne" (Loomis, Celtic Myths and Arthurian Romance). Certains auteurs anglo-saxons pensent pour une référence à Geraint de Domnonée, mais celui-ci est moins relié à la Bretagne.

## Geraint dans la littérature médiévale
Qu'il s'appelle Geraint ou Érec, il est toujours le mari d'Énide (ou Enid), aussi bien dans les textes gallois que français et allemands, et plus tard dans Idylls of the King d'Alfred Tennyson. La trame de l'histoire est elle aussi la même : après son mariage, Geraint oublie ses devoirs de chevalier. Énide se sent responsable, Érec se trompe sur ses intentions et l'entraîne dans de cruelles aventures, afin de tester sa loyauté. Érec est le fils du roi Lac dans Érec et Enide tandis que Geraint est fils d'Erbin.Thomas Malory ne mentionne pas ce personnage, mais il pourrait être identifié sous le nom Sir Garaunt.

### Dans la littérature galloise
Gereint ac Enid est l'une des trois romances (Y Tair Rhamant), usuellement publiée avec les Mabinogion depuis leur traduction en anglais par Lady Charlotte Guest. Ce personnage est évoqué dans un poème du barde Llywarch Hen (Chant de mort de Geraint fils d'Erbin,  dans le Livre noir de Carmarthen), où il est désigné comme un compagnon d'Arthur, et dans Y Gododdin d'Aneurin.

### DansÉrec et Énide
Le roi Arthur organise une chasse au cerf blanc le jour de Pâques. Érec n'y participe pas, mais escorte la reine Guenièvre. Sur le chemin, l'une des suivantes de la reine est malmenée par un nain. Érec le suit pour lui demander justice, arrive dans une ville où il rencontre Énide, en tombe amoureux et l'épouse après avoir vaincu son rival. Il reste ensuite un an auprès de sa femme, temps durant lequel il cesse de guerroyer, ce qui provoque des murmures sur son compte venant des autres chevaliers. Énide en vient à lui reprocher de demeurer auprès d’elle. Ces plaintes décident Érec à partir seul avec son épouse en aventure, mais en interdisant à celle-ci de lui parler. Énide viole à plusieurs reprises cet ordre pour sauver son mari, d’abord de chevaliers bandits, ensuite d’un comte malhonnête qui la désirait pour lui ; Érec affronte également deux géants. À la suite d’une autre péripétie, durant laquelle Énide repousse les avances d’un autre comte pendant que le héros passe pour mort, le couple se réconcilie définitivement. Dans une ultime épreuve, «  La Joie de la cour », Érec vainc un chevalier condamné à combattre tous les visiteurs d’un jardin merveilleux à cause d’une promesse faite à sa femme. Le conte se clôt avec le couronnement en grande pompe des deux époux par le Roi Arthur lui-même, après la mort du père d’Érec.

## Analyse
Les sources les plus anciennes concernant Geraint, dans un poème gallois, racontent de quelle manière une défaite héroïque peut devenir source d'honneur. Il est probable que ce personnage ait réellement existé. Il s'agirait d'un des deux souverains homonymes de Domnonée  Geraint ap Erbin fl. 550, petit-fils de Constantin de Domnonée ou  Geraint ap Erbin prince du Devon qui s'opposa aux Saxons du roi Ine de Wessex vers 710, donc longtemps après le règne supposé d'Arthur. Le patronyme d'un chef de guerre breton du haut Moyen Âge a peut-être été une autre source d'inspiration chez Chrétien de Troyes pour donner un nom au héros de son roman. En effet, le pays vannetais fut aussi appelé Bro(u)erec, md. Bro Wereg (« pays de Wereg ou Waroch »), qui a évolué ensuite en Bro Ereg, puis Broërec.
Le personnage est représentatif de la transition entre traditions païennes celtes et traditions chrétiennes, Gereint / Erec étant à la fois un fondateur politique et un héros mythique (voir à ce sujet Philippe Jouët, L'Aurore celtique et Aux sources de la mythologie celtique, Yoran éd.). Le texte français (champenois) de Chrétien de Troyes accorde ces données à celles du christianisme.

## Article lié
- Geraint de Domnonée

## Personnalité portant ce prénom
Geraint Thomas, coureur cycliste britannique, né en 1986 à Cardiff (Pays de Galles).